# Das Meerhäschen
Das Meerhäschen ist ein Märchen (ATU 329). Es steht in den Kinder- und Hausmärchen der Brüder Grimm ab der 7. Auflage von 1857 an Stelle 191 (KHM 191) und stammt aus Josef Haltrichs Sammlung Deutsche Volksmärchen aus dem Sachsenlande in Siebenbürgen von 1856 (Nr. 39: Von der Königstochter, die aus ihrem Schlosse alles in ihrem Reiche sah).

## Inhalt

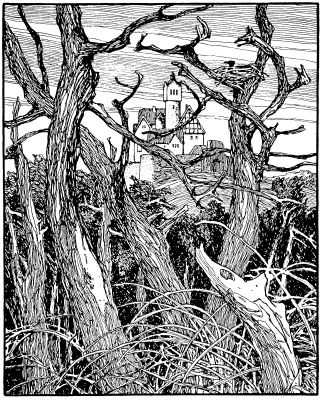
Illustration von Otto Ubbelohde, 1909

Eine stolze Königstochter hat einen Turm mit zwölf Fenstern, wo sie durch eines schärfer sieht als durchs andere, im letzten alles über und unter der Erde. Nur wer sich vor ihr verstecken kann, darf sie heiraten, wer es aber vergeblich versucht, wird geköpft. Nachdem sich schon lange niemand mehr gemeldet hat, kommen drei Brüder. Die beiden älteren verstecken sich in ein Kalkloch und im Schlosskeller, sie sieht sie schon durchs erste Fenster und lässt ihre Köpfe auf den achtundneunzigsten und neunundneunzigsten Pfahl vor dem Schloss stecken. Der Jüngste erbittet sich einen Tag Bedenkzeit und drei Versuche. Er erwirbt die Dankbarkeit eines Raben, eines Fisches und eines Fuchses, indem er sie nicht erschießt und dem Fuchs einen Dorn aus dem Fuß zieht. Dafür versteckt ihn der Rabe in seinem Ei und der Fisch auf dem Grund des Sees in seinem Bauch, aber die Königstochter sieht ihn durchs elfte und zwölfte Fenster. Beim dritten Versuch führt ihn der Fuchs zu einer Quelle, wo sie als Tierhändler und Meerhäschen wieder herauskommen. Der Fuchs zeigt das Tier in der Stadt. Als die Königstochter es kauft, rät er ihm, sich unter ihren Zopf zu verstecken. Sie kann ihn nicht finden, zerschlägt vor Angst und Zorn die Fenster und verjagt das Meerhäschen. Als der Jüngling zurückkommt, fügt sie sich, weil sie glaubt, er könne mehr als sie.

## Herkunft
Das Märchen steht in Josef Haltrichs Sammlung Deutsche Volksmärchen aus dem Sachsenlande in Siebenbürgen (1856) als Nr. 39 Von der Königstochter, die aus ihrem Schlosse alles in ihrem Reiche sah. Wilhelm Grimm übernahm es in die Kinder- und Hausmärchen ab der 7. Auflage (1857) anstelle Der Räuber und seine Söhne, das zu sehr an Polyphem erinnerte. Dass die Königstochter dem Jüngsten die drei Versuche seiner Schönheit wegen gewährt, ist Wilhelms Interpretation. Sonst wurde der Text nur sprachlich geglättet. Er ist bei Grimm ohne Anmerkung. Meerhäschen ist Siebenbürgisch-Sächsisch für Kaninchen. Hans-Jörg Uther bemüht zur Altersbestimmung des Märchens eine Dissertation von Ingrid Hartmann, die am ehesten eine Entstehung in Südosteuropa Mitte des 19. Jahrhunderts vermutet. Älter sei nur die färöische Ballade Lokka táttur: Loki versteckt einen Sohn vor einem Riesen, nachdem Odin und Hönir es nicht schaffen.

## Motive und Interpretation

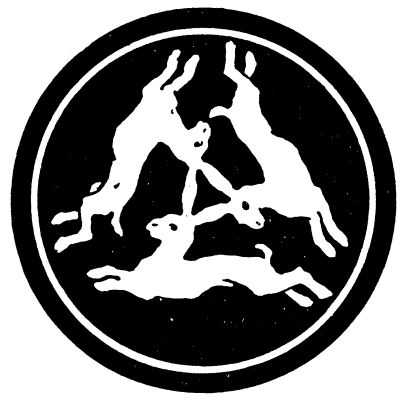
Illustration von Otto Ubbelohde, 1909

Die Rätselprinzessin erinnert an Brünhild, siehe auch KHM 22 Das Rätsel, KHM 71 Sechse kommen durch die ganze Welt, KHM 114 Vom klugen Schneiderlein, KHM 134 Die sechs Diener, KHM 85b Prinzessin mit der Laus. Tierhelfer sind in Märchen häufig (KHM 17, 33, 57, 60, 62, 126, 169, 16a, 74a, 104a), drei Brüder bei Grimm ebenfalls (z. B. KHM 63). Die Quelle ist hier offenbar pauschal magischer Ort. Der Held macht sich zunutze, dass die Hochmütige sich selbst als einzige nicht durchschaut. Für Edzard Storck sind die zwölf Fenster das Gefüge der göttlichen Welt, das aber auf äußere Sinne, ein Nacheinander von Raum und Zeit verengt wurde, eine Gedankenart von Leere und Abstraktion, wie in Märchen vom Glasberg. In Eschenbachs Parzival steht vor dem Schloss eine Säule, die alles im Umkreis spiegelt. Nur die Stimme des Herzens durchschaut die Not des aus seiner Ordnung gekommenen. Wilhelm Salber sieht im Kern eine Ambivalenz zwischen sich einlassen wollen und Überkontrolle. Er bringt als Beispiel eine Mittdreißigerin mit Bulimie, die Beziehungen zu älteren Männern sucht und wieder beendet, in denen sie sich zugleich selbst befreit und bestraft. Hier den Ausgleich zu suchen, lasse sich auch auf Unternehmensberatung, Schaffung und Wirkung von Kunst übertragen. Vgl. KHM 52 König Drosselbart, KHM 197 Die Kristallkugel. Dass sie ihn zuletzt heiratet, weil sie glaubt, er könne mehr als sie, klingt wie Viola in Basiles Pentameron.

## Fernsehen
Der englischen Wikipedia zufolge erschienen zwei Varianten des Märchens in der ungarischen Fernsehserie Magyar népmesék als Zöld Péter und Kiskondás.

### Brüder Grimm
- Grimm, Brüder. Kinder- und Hausmärchen. Vollständige Ausgabe. Mit 184 Illustrationen zeitgenössischer Künstler und einem Nachwort von Heinz Rölleke. S. 772–775. Düsseldorf und Zürich, 19. Auflage 1999. (Artemis & Winkler Verlag; Patmos Verlag; ISBN 3-538-06943-3)
- Grimm, Brüder. Kinder- und Hausmärchen. Ausgabe letzter Hand mit den Originalanmerkungen der Brüder Grimm. Mit einem Anhang sämtlicher, nicht in allen Auflagen veröffentlichter Märchen und Herkunftsnachweisen herausgegeben von Heinz Rölleke. Band 3: Originalanmerkungen, Herkunftsnachweise, Nachwort. S. 513. Durchgesehene und bibliographisch ergänzte Ausgabe, Stuttgart 1994. (Reclam-Verlag; ISBN 3-15-003193-1)

### Variante
- Geschichte eines weisen Helden, der sich mit einer gelehrten Kaisertochter unterhält. In: Rumänische Volksmärchen. Herausgegeben von Felix Karlinger und Ovidiu Bîrlea. 1. Auflage 1969, Düsseldorf, Köln. S. 5–14. (Eugen Diederichs Verlag)

### Sekundärliteratur
- Rölleke, Heinz (Hrsg.): Grimms Märchen und ihre Quellen. Die literarischen Vorlagen der Grimmschen Märchen synoptisch vorgestellt und kommentiert. 2., verb. Auflage, Trier 2004. S. 478–485, 581. (Wissenschaftlicher Verlag Trier; Schriftenreihe Literaturwissenschaft Bd. 35; ISBN 3-88476-717-8)
- Uther, Hans-Jörg: Handbuch zu den Kinder- und Hausmärchen der Brüder Grimm. Berlin 2008. S. 389–391. (de Gruyter; ISBN 978-3-11-019441-8)
- Neumann, Siegfried: Rätselmärchen. In: Enzyklopädie des Märchens. Band 11. S. 280–285. Berlin, New York, 2004.
- Goldberg, Christine: Rätselprinzessin. In: Enzyklopädie des Märchens. Band 11. S. 286–294. Berlin, New York, 2004.